# Pieter Verbrugghen
Pieter Verbrugghen (1615, Antverpy – po 1686, Antverpy) byl vlámský barokní sochař.

## Životopis
Pieter Verbrugghen I se narodil v roce 1615 v Antverpách. V roce 1625 se učil sochařskému umění u Simona de Neefa. Později pracoval u Erasma Quellina I., známého vlámského sochaře a zakladatele antverpské umělecké dynastie. V roce 1641 se oženil s jeho dcerou Cornelií Quellinus. Tímto manželstvím se stal švagrem předního antverpského sochaře Artuse Quellina staršího. V roce 1641 se stal v Antverpách mistrem Cechu Svatého Lukáše a v roce 1659 se stal v tomto cechu děkanem. Jeho první manželka zemřela v roce 1662 a v roce 1665 se oženil znovu s Elisabethou Lemmens.

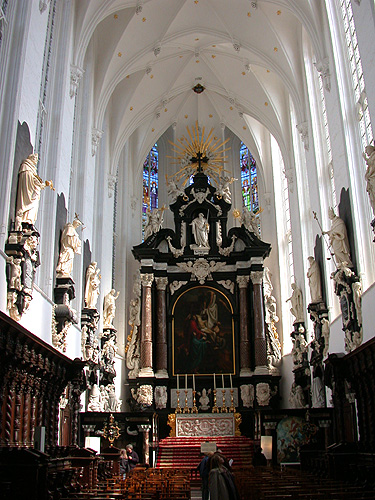
Interiér kostela Sv. Pavla v Antverpách

Byl otcem sochařů Pietera Verbrugghena mladšího (1648–1691) a Hendrika Franse Verbrugghena. Jeho dcera Suzanna si vzala sochaře Peetera Meesense. Mezi jeho žáky patřili někteří z předních představitelů další generace vlámských sochařů, jako Jan Boeksent, Jan Claudius de Cock, Martin Desjardins, Bartholomeus Eggers, Jan-Lucas Faydherbe nebo Pieter Scheemaeckers.
O jeho životě psal ve své publikaci o umělcích Het Gulden Cabinet (Zlatý kabinet) vlámský básník, právník a politik z Liera Cornelis de Bie. Kniha byla vydána v roce 1662. Článek o Verbrugghenovi obsahoval rytinu s Verbrugghenovým portrétem.

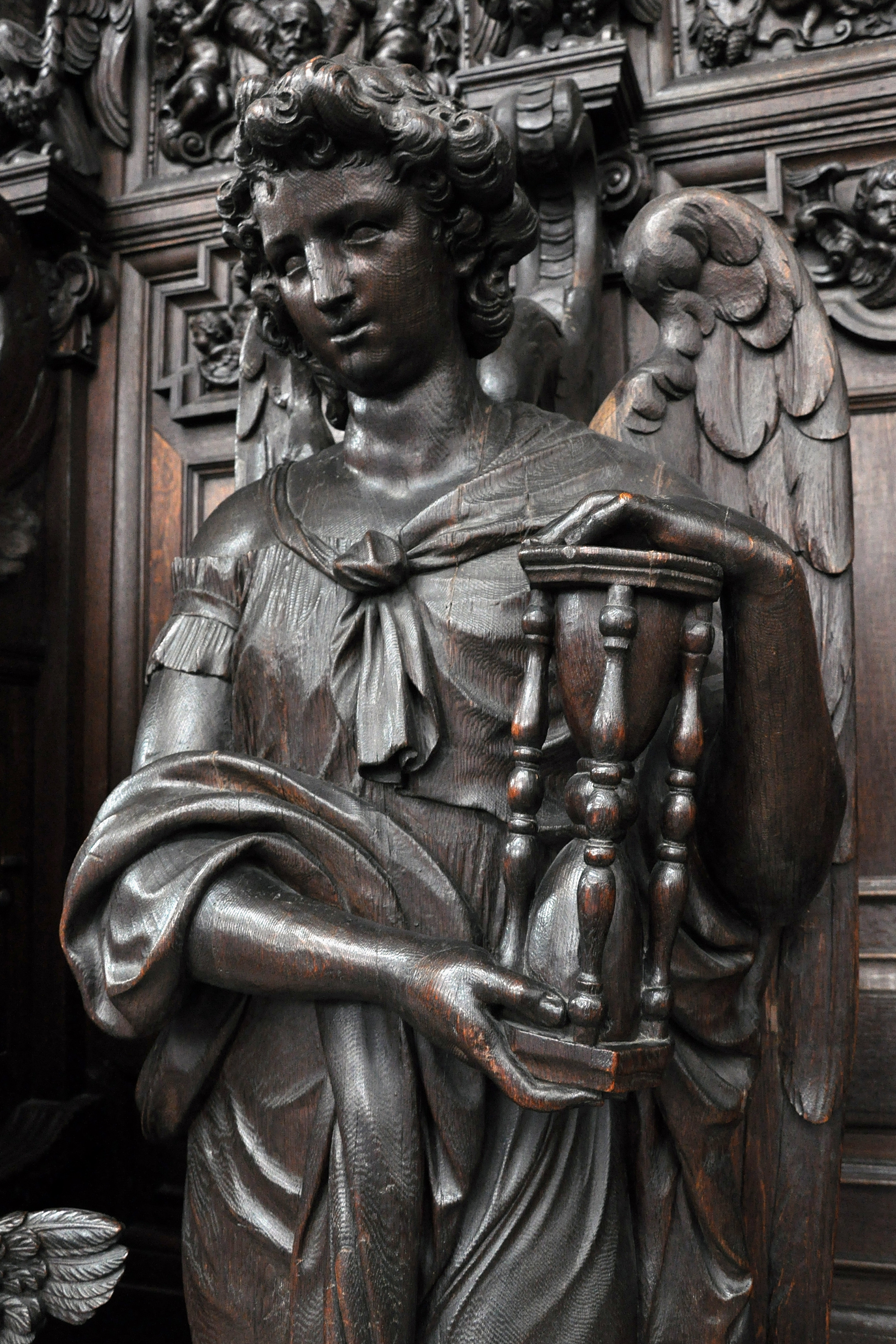
Anděl držící přesýpací hodiny, detail zpovědnice v kostele sv. Pavla v Antverpách

## Dílo
Pieter Verbrugghen I. tvořil v typicky vlámském barokním stylu, který se naučil při spolupráci se svým švagrem Artusem Quellinem I.
Pracoval hlavně na výzdobě antverpských katedrál a kostelů. Realizoval čelní výzdobu varhan v Katedrále Panny Marie v Antverpách podle návrhu Erasma Quellina II. Mezi lety 1658 až 1660 jeho dílna postavila dubovou zpovědnici v kostele Sv. Pavla v Antverpách. V roce 1654 pro tento kostel ve spolupráci s Artusem Quellinem starším postavil dubovou varhanní skříň a v roce 1670 spolu se svým synem Pieterem Verbrugghenem II. navrhl podobu hlavního oltáře.
Kazatelna v kostele St. Gummaruse v Lieru je další jeho známá práce. Původní design kazatelny vytvořil Erasmus Quellinus I. Po jeho smrti návrh poněkud změnil jeho syn Artus a Pieter Verbrugghen pak návrh realizoval.